# Ригел
Ригел или алфа Ориона (лат. α Orionis), је најсјајнија звезда у сазвежђу Ориона и шеста најсјајнија звезда на ноћном небу, одмах иза Капеле. Налази се на удаљености од 775 светлосних година и зрачи 40.000 пута више од Сунца што је чини једном од најсјајнијих звезда у Млечном путу. Површинска температура Ригела је 11000 K што узрокује плаво-белу боју звезде. Како Ригел знатним делом зрачи УВ зрацима, знатан део његовог сјаја је заправо невидљив голом оку, а његов укупни сјај је 66.000 пута јачи од Сунчевог. Она формира леву ногу Ориона, по чему је и добила назив који води порекло од арапског назива. Ригел је по структури заправо систем од три звезде:
- Ригел А, који је [19] плави суперџин и око кога орбитира бинарни систем који чине:
  - Ригел Б, који је 2.5 пута већи од Сунца
  - Ригел Ц, који је 1.9 пута већи од Сунца

Неки сматрају да у систему постоји и четврта звезда, али је то тумачење махом неприхваћено и ефекти који се тумаче као четврта звезда се приписују нестабилности Ригела А. Захваљујући својој јакој светлости, звезда осветљава и неколико маглина од којих су најпознатије:
- Маглина Вештичија глава
- Маглина Орион, која је од Земље удаљена дупло више него Ригел

Ригел А је звезда са масом 17 пута већом од Сунца и полако је започео њен процес умирања јер, више не фузионише водоник у хелијум већ хелијум у угљеник и кисеоник. Звезда ће у даљој будућности завршити можда као супернова или ће иза себе оставити веома густог белог патуљка од кисеоника и неона.

## Имена
У западној свету (Европа, САД, Канада) звезда је позната као Ригел или, додуше врло ретко,Алгебар / Елгебар што су заправо називи изведени од арапских имена.
Арапски називи:
- Rijl Jauza al-Yusra (лева нога Главног), од чега је изведен назив Ригел
- Ar-Rijl al-Jabbār / الرجل الجبار (нога Великог), од чега је изведен назив Алгебар / Елгебар

Кинески назив:
- Shēnxiù Qī / 参宿七 (седма звезда од Три Звезде)

Јапану:
- Гениј-босхи / 源氏星 (Звезда Гениј рода): Бела застава Гениј рода